# Bernhard Radtke
Bernhard Radtke (* 26. April 1949 in Erfurt) ist ein ehemaliger deutscher Gewichtheber.

## Werdegang
In der Deutschen Demokratischen Republik war Radtke Mitglied des SC Karl-Marx-Stadt. 1972 und 1973 gewann er jeweils zwei DDR-Meistertitel. Er nahm an den Olympischen Sommerspielen 1972 in München teil und verpasste als Vierter knapp die Bronzemedaille.
Radtke, der in mehreren Disziplinen DDR-Bestmarken aufstellte, wurde 1973 aus der Leistungssportförderung ausgeschlossen, nachdem er die Forderung erhoben hatte, auch nicht-linientreuen Sportlern die Teilnahme an internationalen Wettkämpfen zu gewähren. Radtke nutzte den Besuch bei einer Kusine in Stuttgart, um in der Bundesrepublik Deutschland zu bleiben. Der Besuch war ihm im Rahmen des Invaliditätsgesetzes gestattet worden, da Radtke unter einer Sehstörung leidet. Seine Frau und die beiden gemeinsamen Kinder verblieben in der DDR.
Radtke wurde in Duisburg beruflich als Krankengymnast tätig, wurde Mitglied des VfL Duisburg-Süd 1920, ab 1980 trug er die Farben des VfL Wolfsburg und wurde 1980 deutscher Schwergewichtsmeister im Reißen. In Wolfsburg trieb Radtke auch Leichtathletik und wurde 1983 bei der Deutschen Meisterschaft im Behindertensport Sieger im Kugelstoßen, im selben Jahr erreichte er bei der Europameisterschaft der Sehbehinderten den zweiten Platz im Kugelstoßen.

## Erfolge
- 1968: Zweiter der Deutschen Meisterschaft der DDR (Mannschaftswertung mit SC Karl-Marx-Stadt)
- 1969: Zweiter der Deutschen Meisterschaft der DDR (Drücken; Halbschwergewicht)
- 1969: Dritter der Deutschen Meisterschaft der DDR (Reißen; Halbschwergewicht)
- 1970: Zweiter der Deutschen Meisterschaft der DDR (Reißen, Drücken sowie Mehrkampf; Halbschwergewicht)
- 1972: Zweiter der Weltmeisterschaft (Reißen; Halbschwergewicht)
- 1972: Erster der Deutschen Meisterschaft der DDR (Drücken; Halbschwergewicht)
- 1972: Zweiter der Deutschen Meisterschaft der DDR (Mehrkampf; Halbschwergewicht)
- 1972: Erster der Deutschen Meisterschaft der DDR (Stoßen; Halbschwergewicht)
- 1972: Dritter der Deutschen Meisterschaft der DDR (Reißen; Halbschwergewicht)
- 1973: Erster der Deutschen Meisterschaft der DDR (Mehrkampf; Mittelschwergewicht)
- 1973: Erster der Deutschen Meisterschaft der DDR (Stoßen; Mittelschwergewicht)
- 1973: Zweiter der Deutschen Meisterschaft der DDR (Reißen; Mittelschwergewicht)
- 1979: Zweiter der Deutschen Meisterschaft der BRD (Reißen, Stoßen und Mehrkampf; Mittelschwergewicht)
- 1980: Erster der Deutschen Meisterschaft der BRD (Reißen; Schwergewicht)
- 1980: Zweiter der Deutschen Meisterschaft der BRD (Mehrkampf; Schwergewicht)
- 1980: Dritter der Deutschen Meisterschaft der BRD (Stoßen; Schwergewicht)